# Чукусамаль
Чукусамаль — река в России, протекает в Пуровском районе Ямало-Ненецкого АО. Устье реки находится в 278 км по левому берегу реки Вынгапур. Длина реки составляет 36 км. Гидроним восходит к лесн. нен. Чучу’ сё’ маљ — «верховье рукавной (приточной) протоки».

## Данные водного реестра
По данным государственного водного реестра России относится к Нижнеобскому бассейновому округу, водохозяйственный участок реки — Пур, речной подбассейн реки — подбассейн отсутствует. Речной бассейн реки — Пур.
Код объекта в государственном водном реестре — 15040000112115300055851.